# エキサイティングプロレス2
『エキサイティングプロレス2』 （英題：WWF SmackDown! 2: Know Your Role）は、プロレスを題材としたテレビゲーム『エキサイティングプロレス』シリーズの2作目。製作会社はユークス。
2001年1月25日にプレイステーション用ゲームソフトとして発売された。
アメリカで大人気のショーアッププロレス団体 WWF を舞台にしたプロレス格闘ゲーム。
自分だけのスーパースター（レスラー）をエディットできるモードが強化され、顔や体格、登場シーンも設定可能に。特にWWFの見せ場ともいえる入場演出は、さまざまなサンプルが用意されている。 
シーズンモードでは各カテゴリー（ヘビー、ライトヘビー、インタコンチなど6種類）が用意され、自分のレスラーをその中で鍛えてランキングを上げ、タイトルを奪取する。ロック、トリプルH、クリス・ジェリコ、カート・アングルといったスーパースターのほか、マクマホン一族も収録。